# 月下小景
《月下小景》是沈從文創作的短篇小說集；《新十日談》，是作者為本組故事所取的總名稱，致敬卻相異於薄迦丘的《十日談》。本書除序言及〈月下小景〉外，各篇均改寫自法苑珠林所引諸經，在佛學意味之外，更添加不同旨趣，且指向現實生活。收錄了沈從文在1932至1933年間所創作的九篇小說，如〈扇陀〉、〈一個農夫的故事〉等，外加題記，一共十篇。

## 內容
- 題記
- 月下小景
- 尋覓
  - 輯自長阿含經樹提伽經起世經
- 女人
  - 輯自雜比喻經
- 扇陀
  - 輯自智度論
- 愛欲
  - 輯自法苑珠林
- 獵人故事
  - 輯自五分律
- 一個農夫的故事
  - 輯自生經
- 醫生
  - 輯自大莊嚴論
- 慷慨的王子
  - 輯自太子須大拿經

## 創作緣由
在題記裡說到，親戚「張小五」喜愛故事，沈從文便想讓他明白一千年前的人如何說故事。儘管故事皆經過重新處理，沈從文仍每一篇章都註明佛經出處，為使張小五知道「標明故事出處並不丟人」，同時也使他知道如何將死的故事變成活的、簡短的變完全的。

## 特色
- 文白夾雜、運用成語及格言等，具佛經故事言語風格。[3]
- 運用神話型態，探討各種生命的問題。[4]

## 版本
- 《月下小景》，沈從文，上海現代書局，1933

- 《月下小景》，沈從文，開明書店，1948
- 《沈從文別集：月下小景》， 沈從文，江蘇教育出版社，2005
- 《月下小景》，沈從文 著，唐文一 編，江蘇文藝出版社，2009

- 《沈從文小說全集·卷八：月下小景·如蕤》，沈從文，長江文藝出版社，2014
- 《沈從文別集：月下小景》，沈從文，中信出版社，2017

- 《大師人文課堂：月下小景》，沈從文，湖南少年兒童出版社，2019